# 佐双左仲

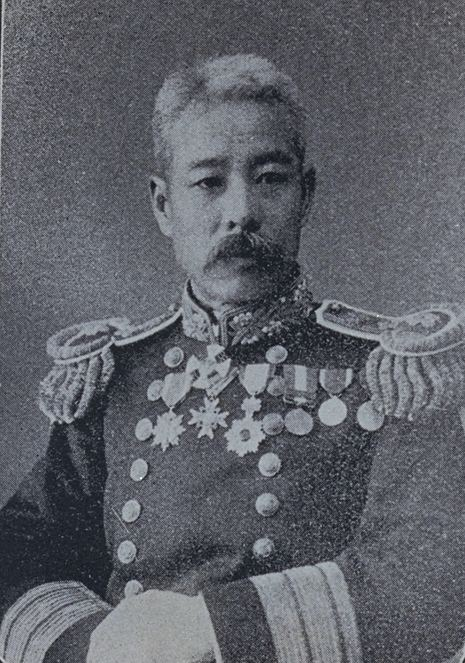
佐双左仲

佐双 左仲（さそう さちゅう、1852年6月2日（嘉永5年4月15日） - 1905年10月9日）は、日本の海軍軍人、工学博士。旧名、堀尾友吉。位階勲等功級は、海軍造船総監・正四位・勲一等旭日大綬章・功三級金鵄勲章。
土師外次郎、志道貫一と共に「海軍造船官の始祖」と称され、造船学の父と呼ばれる。
この生前の功績により、嗣子である佐双定雄に男爵が授けられ、華族に列した。

## 経歴
金沢藩士・堀尾治郎兵衛の四男として生まれ、佐双久右衛門の養子となる。
1869年、海軍兵学寮に入学。1871年から1878年までイギリスに留学。1879年1月、海軍中機関士に任官。海軍省主船局造船課長、欧州出張、艦政局造船課長、海軍省第2局第2課長、横須賀鎮守府造船部長、海軍省第2局第1課長、第2局第2課長、軍務局第3課長などを歴任し、1896年4月、造船大監。
軍務局造船課長を経て、1897年12月、造船総監となった。以後、欧州出張（造船監督官）、艦政本部第3部長を勤めて、在任中に死去した。日本海軍最初の技術武官の一人で、中将相当官（造船総監）に初めて就任した人物でもあった。1899年3月、工学博士号取得。墓所は青山霊園(1ロ17-5-13)。

## 栄典・授章・授賞
位階
- 1884年（明治17年）2月9日 - 従六位[1]
- 1886年（明治19年）7月8日 - 正六位[2]
- 1891年（明治24年）12月16日 - 従五位[3]
- 1897年（明治30年）3月1日 - 正五位[4]
- 1902年（明治35年）4月30日 - 従四位[5]
- 1905年（明治38年）10月9日 - 正四位[6]

勲章等
- 1889年（明治22年）11月29日 - 大日本帝国憲法発布記念章[7]
- 1892年（明治25年）5月28日 - 勲六等瑞宝章[8]
- 1895年（明治28年）11月18日 - 明治二十七八年従軍記章[9]
- 1896年（明治29年）5月26日 - 勲五等瑞宝章[10]
- 1898年（明治31年）11月24日 - 勲四等瑞宝章[11]
- 1901年（明治34年）12月27日 - 勲二等瑞宝章[12]
- 1902年（明治35年）5月10日 - 明治三十三年従軍記章[13]
- 1905年（明治38年）10月9日 - 勲一等旭日大綬章[14]功三級金鵄勲章[15]
- 1906年（明治39年）4月1日 - 明治三十七八年従軍記章[16]

## 備考
1907年10月、生前における日清・日露両役の功により、嗣子定雄に男爵位を授けられた。

## 親族
- 兄：堀尾晴義（陸軍大佐）・塩屋方圀（陸軍中将）
- 妻：かや（加賀藩士の平野力二女） 1861年 - 1941年
- 長女：晴子（東條國太郎の妻） 1881年 - 1947年
- 長男：定雄（男爵） 1891年 - 1928年
- 次女：久子（浅見省吾の妻） 1896年 - 1974年
- 三女：和嘉子（杉山寅三郎の妻） 1898年 -